# Bejtexhinj
El bejtexhinj (del turco beyte, que significa poema) es un género lírico nacido en el siglo XVIII en lo que hoy es Albania, entonces parte del Imperio otomano. Surgió como respuesta a la necesidad de redacción de textos religiosos en lengua albanesa y como efecto de la presión ideológica otomana. Durante la primera mitad del XVIII, el género se caracterizó por los poemas de mayoría secular, mientras que el resto del siglo y durante todo el XIX adquirieron mayor importancia los temas religiosos.
Los gobernadores abrieron varias escuelas donde los poetas escribían bejtexhinj en un albanés que utilizaba el alfabeto árabe, si bien incluían muchas palabras persas, turcas y árabes. Los poemas de la época, muy numerosos, solían tener ocho versos. Muchos de sus creadores son hoy clásicos de la literatura en albanés.